# Насилие вампира
«Насилие вампира» (фр. Le viol du vampire) — французский чёрно-белый фильм ужасов 1968 года режиссёра Жана Роллена, первый его полнометражный художественный фильм. Картина состоит из двух частей — собственно Насилие вампира и Королева вампиров (является более сюрреалистичной и импровизаторской по сравнению с первой частью).

## Сюжет

### Насилие вампира
Парень вместе со своей девушкой и другом приезжает в старый замок, где проживают четыре сестры, считающие себя вампирами. Не веря в подобные сверхъестественные события, парень пытается убедить сестёр в обратном, однако вскоре понимает, что они действительно являются вампирами.

## В ролях
- Соландж Прадел — Бриджитт
- Бернард Летру — Томас
- Катрин Девилль
- Маркиз Полхо

## Производство фильма
Первоначально картина задумывалась как короткометражка и было отснято всего около 30 минут материала, пока Роллен не встретился с Сэмом Селски — продюсером, владельцем кинотеатра, а впоследствии и постоянным компаньоном Роллена. Идея фильма привела продюсера в глубокое недоумение, и всё же, несмотря на это, он решил, что сюжет картины настолько дикий, что никого не оставит равнодушным. Селски убедил режиссёра доснимать ещё 60 минут, хотя не понимал своеобразного экспериментального подхода Жана к вампирской тематике, но необходимые деньги выделил. В итоге к отснятому ранее материалу, получившему название Насилие вампира, была добавлена ещё одна часть — Королева вампиров.

## Реакция
Выход фильма произвёл некоторый общественный резонанс — зрители кидали в экраны мусор, а кинокритики поспешили назвать Роллена и его съёмочную группы компанией психов. Так, газета «Фигаро», к примеру, писала, что «этот фильм явно сделан бандой наркоманов, сбежавших из психиатрической лечебницы». Роллен, видя такое отношение к его фильму, уже собрался покончить с кино, но фильм принёс всё-таки определённую прибыль и Жан продолжил развивать свой подход к вампирам в кинематографе.